# エーリヒ・ブック
エーリヒ・ブック（Erich Buck、1949年1月5日 - ）は、旧西ドイツ出身の男性フィギュアスケート選手。1972年ヨーロッパフィギュアスケート選手権優勝。パートナーは実妹でもあるアンゲリーカ・ブック。

## 経歴
- 1972年ヨーロッパフィギュアスケート選手権でドイツ人選手として初めての優勝を果たす。
- 1972-73年シーズンを最後に引退。この最後のシーズンに使用したラベンスバーガーワルツは、現在コンパルソリーダンスにおける課題のひとつとなっている。

## 主な戦績
| 大会/年        | 64-65 | 65-66 | 66-67 | 67-68 | 68-69 | 69-70 | 70-71 | 71-72 | 72-73 |
| -------------- | ----- | ----- | ----- | ----- | ----- | ----- | ----- | ----- | ----- |
| 世界選手権     |       |       | 10    | 8     | 5     | 3     | 2     | 2     | 2     |
| 欧州選手権     |       | 13    |       | 6     | 4     | 2     | 2     | 1     | 2     |
| 西ドイツ選手権 | 4     | 2     | 2     | 1     | 1     | 1     | 1     | 1     | 1     |